# Gondikuppi, Chikodi
Gondikuppi là một làng thuộc tehsil Chikodi, huyện Belgaum, bang Karnataka, Ấn Độ.